# Grypocoris sexguttatus
Grypocoris sexguttatus är en insektsart som först beskrevs av Fabricius 1777.  Grypocoris sexguttatus ingår i släktet Grypocoris, och familjen ängsskinnbaggar. Enligt den finländska rödlistan är arten otillräckligt studerad i Finland. Arten är reproducerande i Sverige. Artens livsmiljö är lundskogar.